# Sự hình thành và tiến hóa của Hệ Mặt Trời

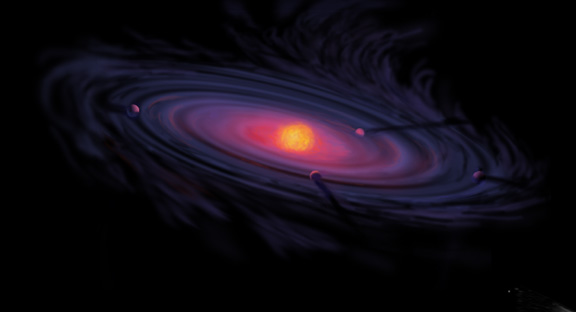
Hình ảnh mô phỏng của một đám mây bụi tiền hành tinh.

Sự hình thành và tiến hóa của Hệ Mặt Trời bắt đầu từ cách đây khoảng 4,6 tỷ năm với sự suy sụp hấp dẫn của một phần nhỏ của một đám mây phân tử khổng lồ. Hầu hết khối lượng suy sụp tích tụ ở trung tâm, tạo nên Mặt Trời, trong khi phần còn lại dẹt ra hình thành một đĩa đám mây bụi tiền hành tinh tiến hóa dần thành các hành tinh, mặt trăng, tiểu hành tinh và các tiểu thiên thể khác trong Hệ Mặt Trời.
Mô hình giả thuyết tinh vân được chấp thuận rộng rãi này do Emanuel Swedenborg, Immanuel Kant và Pierre-Simon Laplace đề ra từ thế kỉ 18. Lý thuyết về sự hình thành Hệ Mặt Trời đã phát triển liên tục nhờ kết quả của tiến bộ trong nhiều lĩnh vực khác nhau bao gồm thiên văn học, vật lý học, địa chất học và khoa học hành tinh. Từ buổi bình minh của Thời đại Không gian, mô hình này đã chịu nhiều thử thách và nó được hiệu chỉnh nhiều lần để thích ứng những phát hiện mới.
Hệ Mặt Trời đã tiến hóa đáng kể từ dạng ban đầu của nó. Nhiều Mặt trăng được hình thành từ các đĩa khí và bụi quay xung quanh các hành tinh, trong khi một số khác sinh ra độc lập nhưng về sau bị bắt vào quỹ đạo của hành tinh. Một số khác nữa, như Mặt Trăng của Trái Đất, có thể là kết quả của những vụ va chạm khổng lồ. Va chạm thiên thể xảy ra thường xuyên cho tới tận ngày nay và đóng vai trò trung tâm trong sự tiến hóa của Hệ Mặt Trời. Vị trí các hành tinh thường xuyên thay đổi và hiện tượng dịch chuyển hành tinh này được cho là thiết yếu trong sự tiến hóa giai đoạn đầu của Hệ Mặt Trời.
Trong khoảng 5 tỷ năm tới, Mặt Trời sẽ nguội dần và nở ra nhiều lần kích thước hiện tại (trở thành một sao khổng lồ đỏ), trước khi lớp ngoài của nó tách ra trở thành một tinh vân hành tinh và để lại một tàn tích sao, tức sao lùn trắng. Trong tương lai xa, hấp dẫn từ các ngôi sao băng qua sẽ từ từ tước mất các hành tinh của Mặt Trời. Một số sẽ bị hủy diệt, số khác sẽ tách ra đi vào không gian liên sao. Cuối cùng, trong một quá trình hàng chục tỷ năm, có thể Mặt Trời sẽ không còn một thiên thể ban đầu nào quay quanh nó.

## Lịch sử

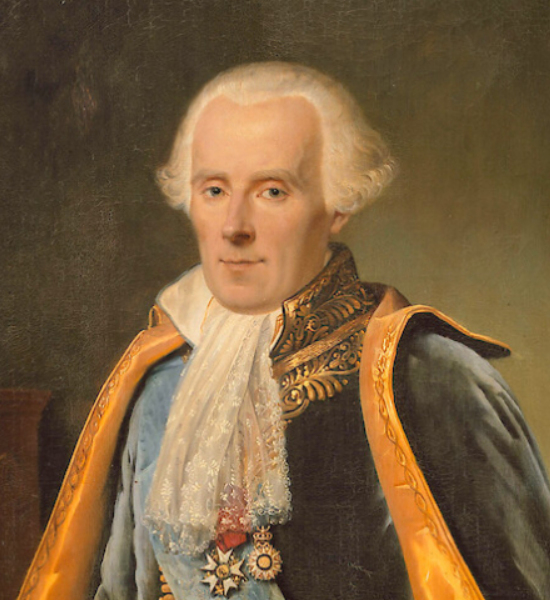
Pierre-Simon Laplace, một trong những người tiên phong đề xướng giả thuyết tinh vân.

Những ý tưởng liên quan tới nguồn gốc và định mệnh của thế giới bắt nguồn từ những ghi chép cổ đại; nhưng ý tưởng về "Hệ Mặt Trời" như một hệ hành tinh, theo nhãn quan hiện đại, chỉ mới xuất hiện rất gần đây. Bước đầu tiên hướng tới một lý thuyết về sự hình thành và phát triển Hệ Mặt Trời là sự công nhận thuyết nhật tâm, xem Mặt Trời ở trung tâm và Trái Đất quay xung quay nó. Quan niệm này đã được thai nghén từ hàng nghìn năm trước (Aristarchus của Samos đã nói đến nó từ khoảng năm 250 trước Công nguyên) nhưng thuyết này chỉ được chấp nhận rộng rãi từ thế kỉ 17. Ghi chép đầu tiên nhắc tới thuật ngữ "Hệ Mặt Trời" xuất hiện vào năm 1704.
Lý thuyết chuẩn hiện nay về sự hình thành Hệ Mặt Trời, giả thuyết tinh vân, đã trải qua nhiều thăng trầm kể từ khi xuất hiện trong thế kỉ 18 với Emanuel Swedenborg, Immanuel Kant, và Pierre-Simon Laplace, có lúc gần như bị bác bỏ. Sự chỉ trích đáng chú ý nhất đối với lý thuyết này là nó có vẻ giải thích không thỏa mãn việc Mặt Trời có tương đối ít mô men động lượng so với các hành tinh. Tuy nhiên, từ đầu những năm 1980 nghiên cứu về các ngôi sao trẻ cho thấy chúng cũng có các đĩa khí và bụi nguội bao quanh, chính xác như giả thuyết tinh vân tiên đoán, khiến cho gần đây nó được đa số giới khoa học đón nhận trở lại.
Hiểu biết về cách thức Mặt Trời tiếp tục phát triển ra sao đòi hỏi một hiểu biết về nguồn gốc năng lượng của nó. Việc Arthur Stanley Eddington xác nhận thuyết tương đối tổng quát của Albert Einstein đã khiến ông nhận ra rằng năng lượng Mặt Trời sinh ra từ phản ứng nhiệt hạch bên trong lõi. Năm 1935, Eddington đi xa hơn tới chỗ đề xuất rằng các nguyên tố khác nặng hơn cũng có thể hình thành bên trong các ngôi sao. Fred Hoyle phát triển tiên đề này với lập luận rằng các ngôi sao đã tiến hóa được gọi là sao khổng lồ đỏ tạo ra nhiều nguyên tố nặng hơn hydro và heli trong lõi của chúng. Khi một sao khổng lồ đỏ tách bỏ các lớp ngoài, các nguyên tố này có thể quay lại hình thành nên các hệ thống sao mới.

## Sự hình thành

### Tinh vân tiền Mặt Trời
Giả thiết tinh vân khẳng định rằng Hệ Mặt Trời hình thành từ một vụ suy sụp hấp dẫn của một phần của một đám mây phân tử khổng lồ. Đám mây này có kích thước khoảng 20 parsec (pc), trong khi các mảnh của nó cỡ khoảng gần 1 pc (tức 3,25 năm ánh sáng). Sự suy sụp các mảnh nhỏ dẫn tới hình thành những nhân đặc lớn cỡ 0,01–0,1 pc (2000–20000 AU). Một trong số các mảnh này, được gọi là tinh vân tiền Mặt Trời, sau này sẽ trở thành Hệ Mặt Trời. Cấu tạo của khu vực có khối lượng chỉ lớn hơn một chút Mặt Trời ngày nay này bao gồm hydro, cùng heli và những lượng rất nhỏ lithi sản sinh ra từ tổng hợp hạt nhân của Vụ Nổ Lớn, chiếm tới 96,69% khối lượng của nó. 3.31% còn lại bao gồm các nguyên tố nặng sinh ra từ tổng hợp hạt nhân ở các thế hệ sao trước nó. Ở cuối vòng đời sao, các sao thường phun trào các nguyên tố nặng vào không gian liên sao.

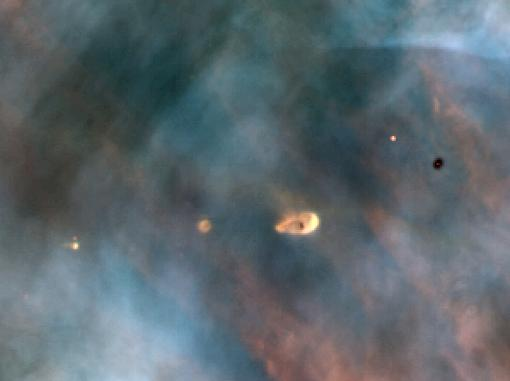
Hình ảnh từ Hubble về các đĩa tiền hành tinh trong Tinh vân Lạp Hộ, một "phòng nôi sao" có thể tương tự như tinh vân cổ xưa đã hình thành Mặt Trời.

Những khoáng vật cổ nhất tìm thấy trong các mảnh thiên thạch, vốn được xem là những tàn tích của những vật liệu thể rắn đầu tiên hình thành trong tinh vân tiền Mặt Trời, có tuổi 4568,2 triệu năm, là chỉ dấu về tuổi của bản thân Hệ Mặt Trời. Nghiên cứu về thiên thạch cổ phát hiện thấy những hạt nhân con của các đồng vị có chu kỳ bán rã ngắn, như Fe-60, vốn chỉ hình thành trong các sao tuổi đời ngắn phát nổ. Điều này cho thấy rằng một hoặc nhiều vụ nổ siêu tân tinh đã xảy ra gần Mặt Trời khi nó đang hình thành. Sóng xung kích từ siêu tân tinh đã kích hoạt sự hình thành Mặt Trời bằng việc tạo nên những vùng đậm đặc hơn bên trong đám mây, khiến cho các vùng này co sụp lại. Bởi vì chỉ có những sao lớn, tuổi đời ngắn mới hình thành được siêu tân tinh, Mặt Trời ắt hẳn phải sinh ra trong một vùng tạo sao đã tạo nên những sao lớn, tương tự như Tinh vân Lạp Hộ. Nghiên cứu về cấu trúc của Vành đai Kuiper và các vật liệu dị thường của nó gợi ý rằng Mặt Trời sinh ra trong một đám chứa khoảng từ 1 nghìn tới 10 nghìn sao đường kính từ 6,5 tới 19,5 năm ánh sáng với tổng khối lượng vào cỡ 3000 lần khối lượng Mặt Trời (M⊙). Đám này bắt đầu tách ra từ 135 triệu tới 535 triệu năm sau khi hình thành. Một số mô hình mô phỏng Mặt Trời khi còn trẻ tương tác với các sao ở gần băng qua trong 100 triệu năm đầu đời sinh ra các quỹ đạo dị thường như ở phía rìa Hệ Mặt Trời, chẳng hạn các "vật thể tách rời" bên ngoài Sao Hải Vương.
Do bảo toàn mô men động lượng, tinh vân quay ngày càng nhanh trong lúc co lại. Khi vật liệu bên trong tinh vân ngưng tụ, các nguyên tử trong nó va đập với tần số tăng dần, chuyển động năng của nó thành nhiệt. Tâm của nó, nơi chứa phần lớn khối lượng, trở nên ngày càng nóng hơn phần đĩa bao quanh. Trong khoảng 100 nghìn năm, sự cạnh tranh giữa lực hấp dẫn, áp suất khí, từ trường và sự quay khiến cho tinh vân dẹt ra thành một đĩa tiền hành tinh với đường kính 200 đơn vị thiên văn (AU) và tạo nên một tiền sao (một ngôi sao chưa bắt đầu tổng hợp hydro) ở tâm.
Vào chặng tiến hóa này, Mặt Trời được cho là ở giai đoạn sao T Tauri. Nghiên cứu về dạng sao này chỉ ra rằng chúng thường đi kèm với những đĩa vật chất tiền hành tinh với khối lượng cỡ 0,001-0,1 M⊙. Các đĩa này bao phủ những miền rộng hàng trăm AU—Kính viễn vọng Không gian Hubble đã từng quan sát các đĩa tiền hành tinh có đường kính lên tới 1000 AU trong các vùng tạo sao như Tinh vân Lạp Hộ—và tương đối nguội, có nhiệt độ bề mặt cao nhất chỉ khoảng 1000 K.
Trong vòng 50 triệu năm, nhiệt độ và áp suất trong lõi Mặt Trời trở nên rất lớn, đủ để kích hoạt hydro phản ứng nhiệt hạch, tạo ra nguồn nội năng cưỡng lại sự suy sụp hấp dẫn cho đến khi đạt tới trạng thái cân bằng thủy tĩnh. Sự kiện này đánh dấu việc Mặt Trời bước vào giai đoạn quan trọng nhất trong vòng đời của nó, được gọi là "dãy chính", kéo dài tới tận ngày nay. Đặc trưng chủ yếu của các sao ở chuỗi chính là năng lượng sao lấy từ phản ứng nhiệt hạch tổng hợp heli từ hydro.

### Sự hình thành các hành tinh
Các hành tinh khác nhau được tạo ra từ tinh vân Mặt Trời, đám mây bụi khí dạng đĩa còn lại sau khi Mặt Trời hình thành. Phương thức hình thành hành tinh được giới khoa học chấp nhận hiện nay là sự bồi tụ (accretion), trong đó các hành tinh khởi đầu từ những hạt bụi quay xung quanh tiền sao. Do va đập vào nhau, các hạt này gắn kết thành những khối đường kính lên tới 200 mét, và đến lượt mình các khối này va đập tạo thành những vật thể lớn hơn (planetesimal tức vi thể hành tinh) lớn chừng 10 km. Các vật thể này tiếp tục lớn dần thông qua va chạm, với tốc độ cỡ vài cm mỗi năm trong khoảng vài triệu năm sau đó.
Phía trong Hệ Mặt Trời, khu vực trong vòng 4 AU từ tâm hệ, quá ấm cho những phân tử dễ bay hơi như nước và methan ngưng tụ, do đó các vi thể hành tinh sinh ra ở đây chỉ có thể tạo ra từ những hợp chất có điểm nóng chảy cao, như các kim loại sắt, nickel, và nhôm cùng những dạng đá silicat. Những vật thể rắn này sẽ trở thành các hành tinh đất đá (Sao Thủy, Sao Kim, Trái Đất, và Sao Hỏa). Các hợp chất này rất hiếm trong vũ trụ, chỉ chiếm 0,6% khối lượng tinh vân, cho nên các hành tinh đất đá không thể phát triển lớn được. Các vật thể phôi thai (tức tiền hành tinh) của các hành tinh đất đá lớn lên cỡ 0,05 khối lượng Trái Đất (M⊕) và ngừng tích tụ vật chất khoảng 100 000 năm sau khi Mặt Trời hình thành; những sự va chạm và kết hợp sau đó giữa các vật thể kích thước hành tinh cho phép chúng lớn lên thành kích thước hiện tại.
Khi các hành tinh đất đá hình thành, chúng vẫn ngập chìm trong đĩa khí bụi. Chất khí chịu ảnh hưởng của áp suất và không quay quanh Mặt Trời nhanh bằng các hành tinh. Sức cản sinh ra giữa chúng gây nên một sự truyền mô men động lượng, khiến cho các hành tinh dần dần dịch chuyển vào các quỹ đạo mới. Các mô hình cho thấy sự thay đổi nhiệt độ trong đĩa chi phối tốc độ dịch chuyển, với xu hướng tổng thể là các hành tinh phía trong dịch chuyển về phía trong khi các đĩa tiêu tán đi cho tới khi hình thành quỹ đạo ổn định như ngày nay.
Các hành tinh khí khổng lồ (Sao Mộc, Sao Thổ, Sao Thiên Vương, và Sao Hải Vương) hình thành phía ngoài "đường đóng băng" (frost line), điểm giữa quỹ đạo của Sao Hỏa và Sao Mộc nơi vật chất có nhiệt độ đủ thấp để cho các hợp chất dễ bay hơi nằm ở thể rắn. Băng hình thành nên các hành tinh kiểu Sao Mộc dồi dào hơn nhiều kim loại hay silicat, khiến cho các hành tinh này đủ lớn để bắt giữ được hydro và heli, những nguyên tố nhẹ nhất và phổ biến nhất. Các vi thể hành tinh phía ngoài đường đóng băng kết tụ lên tới 4 M⊕ trong khoảng 3 triệu năm. Ngày nay, bốn hành tinh khí khổng lồ, với tổng khối lượng bằng 445,6 M⊕, chiếm khoảng 99% tổng khối lượng các vật thể quay quanh Mặt Trời. Các nhà lý thuyết tin rằng không phải ngẫu nhiên mà Sao Mộc nằm vừa sát bên ngoài đường đóng băng. Bởi đường đóng băng tích tụ một lượng lớn nước bay hơi từ các vật liệu đóng băng rơi vào phía trong, nó tạo nên một vùng áp suất thấp tăng vận tốc quay của các hạt bụi và giảm chuyển động hướng tâm của chúng, trên thực tế, đường đóng băng đóng vai trò như một rào chắn khiến cho vật chất tích tụ nhanh chóng ở khoảng cách khoảng 5 AU tính từ tâm hệ. Khối lượng vật liệu này lớn dần thành một tiền hành tinh nặng 10 M⊕, sau đó phát triển nhanh chóng bằng cách hút lấy hydro từ đĩa khí bao quanh, đạt 150 M⊕ chỉ trong khoảng 1 nghìn năm và cuối cùng từ từ lớn lên cho tới khi trở thành Sao Mộc như hiện nay với khối lượng 318 M⊕. Sao Thổ có khối lượng nhỏ hơn nhiều đơn giản bởi vì nó hình thành vài triệu năm sau Sao Mộc, do đó còn lại ít khí cho nó hấp thụ hơn.
Các ngôi sao T Tauri như Mặt Trời khi trẻ có gió sao mạnh hơn nhiều những sao già, ổn định. Sao Thiên Vương và Sao Hải Vương có lẽ hình thành muộn hơn Sao Mộc và Sao Thổ, khi các đợt gió Mặt Trời mạnh thổi bay phần lớn đĩa khí bao quanh nó. Kết quả là các hành tinh này tích tụ được rất ít hydro và heli, chỉ cỡ 1 M⊕ mỗi hành tinh. Sao Thiên Vương và Sao Hải Vương đôi khi được gọi là các "nhân thất bại". Vấn đề chính đối với các lý thuyết hình thành hành tinh này là khoảng thời gian hình thành chúng. Ở các vị trí như hiện nay sẽ cần hàng trăm triệu năm để cho nhân của chúng hình thành. Điều này bất hợp lý và nó có nghĩa là Sao Thiên Vương và Sao Hải Vương hẳn phải hình thành gần với Mặt Trời hơn-ở gần thậm chí là ở giữa Sao Mộc và Sao Thổ-và sau đó dịch chuyển ra phía ngoài (xem mục Dịch chuyển hành tinh phía dưới). Chuyển động của kỷ nguyên các vi thể hành tinh không phải luôn luôn hướng tâm vào Mặt Trời; những mẫu vật mà Stardust thu thập được từ Sao chổi Wild 2 cho thấy rằng vật liệu từ giai đoạn hình thành ban đầu của Hệ Mặt Trời dịch chuyển từ miền trong ấm hơn tới khu vực vành đai Kuiper.
Sau khoảng từ 3 tới 10 triệu năm, gió Mặt Trời dọn dẹp hết khí và bụi trong đĩa tiền hành tinh, thổi chúng vào không gian liên sao, chấm dứt sự phát triển của các hành tinh mới.

## Những phát triển về sau

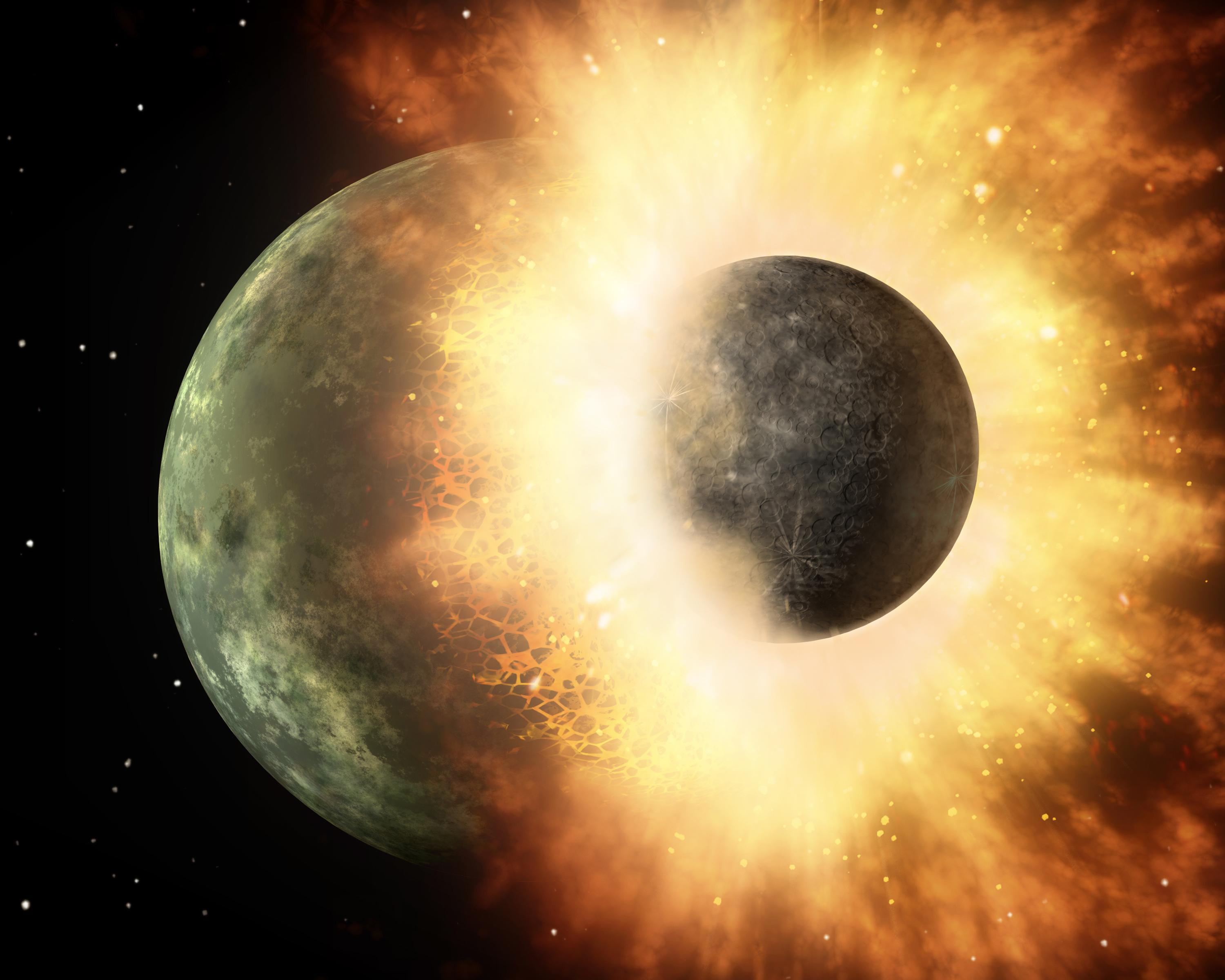
Minh họa vụ va chạm lớn, được cho là đã hình thành nên Mặt Trăng.

Ban đầu người ta cho rằng các hành tinh đã hình thành gần quỹ đạo hiện tại của chúng. Tuy nhiên quan điểm này đã thay đổi mạnh mẽ trong những năm cuối thế kỉ 20 và đầu thế kỉ 21. Hiện nay, người ta tin là Hệ Mặt Trời trông rất khác với hình dạng ban đầu của nó: một số vật thể nặng ít nhất cỡ Sao Thủy từng hiện diện trong miền trong Hệ Mặt Trời, miền ngoài thì từng nhỏ hơn nhiều ngày nay, và vành đai Kuiper từng gần Mặt Trời hơn nhiều.

### Các hành tinh đá
Vào cuối kỷ nguyên hình thành hành tinh, miền trong Hệ Mặt Trời từng có tới 50-100 hành tinh phôi thai kích thước cỡ từ Mặt Trăng tới Sao Hỏa. Sự lớn lên có thể xảy ra được là nhờ các vật thể va đập và hợp nhất kéo dài ít hơn 100 triệu năm. Các vật thể này tương tác hấp dẫn với nhau, kéo quỹ đạo lại gần nhau và va đập để lớn lên thành 4 hành tinh đất đá mà chúng ta biết ngày nay. Một cú va đập lớn như vậy có thể đã hình thành nên Mặt Trăng (xem mục Mặt Trăng ở dưới), trong khi một cú khác đã tách mất lớp vỏ của Sao Thủy trẻ tuổi.
Một vấn đề vẫn chưa được giải quyết trong mô hình này là nó không thể giải thích được làm thế nào các quỹ đạo ban đầu của các tiền hành tinh đất đá, cần phải có độ lệch tâm rất cao để va chạm với nhau, lại trở thành những quỹ đạo gần tròn và ổn định như ngày nay. Một giả thuyết cho cái gọi là "trút bỏ độ lệch tâm" này là kết quả của việc các hành tinh đất đá hình thành trong một đĩa khí chưa bị Mặt Trời đẩy đi. "Ma sát hấp dẫn" (gravitational drag) của lượng khí tồn lưu này dần dần làm giảm năng lượng của các hành tinh và khiến quỹ đạo của chúng trở nên ổn định. Tuy nhiên, nếu như một đĩa khí như vậy từng tồn tại, thì ngay từ đầu nó đã không cho phép các quỹ đạo lệch tâm xuất hiện. Một giả thuyết khác là ma sát hấp dẫn không xảy ra giữa các hành tinh và khí tồn lưu mà là giữa hành tinh với các vật thể nhỏ chưa bị hấp thụ còn lại. Khi các vật thể lớn di chuyển giữa một đám những vật thể nhỏ hơn, các vật thể nhỏ này bị hút bởi hấp dẫn của các vật thể lớn, tạo nên một vùng có mật độ cao hơn, hay một "vệt đuôi hấp dẫn" (giống như vệt sóng ở đuôi tàu thủy) trên đường đi của vật thể lớn. Hấp dẫn ngày càng tăng ở vệt đuôi làm cho vật thể lớn hơn chậm lại và đi vào một quỹ đạo đều đặn hơn.

### Vành đai tiểu hành tinh
Rìa ngoài của vùng hành tinh đá, trong khoảng từ 2 tới 4 AU, tới Mặt Trời, được gọi là vành đai tiểu hành tinh. Vành đai này ban đầu chứa đủ vật chất để hình thành 2-3 hành tinh cỡ Trái Đất, và thực sự có rất nhiều vi thể hành tinh hình thành ở đây. Cũng như ở phía trong, các vi thể hành tinh này kết tụ thành cỡ 20–30 hành tinh phôi thai có kích thước từ cỡ Mặt Trăng tới Sao Hỏa; tuy nhiên, do ở gần Sao Mộc cho nên sau khi hành tinh khổng lồ này hình thành, tức khoảng 3 triệu năm sau khi Mặt Trời xuất hiện, khu vực này chịu tác động mạnh mẽ. Cộng hưởng quỹ đạo với Sao Mộc và Sao Thổ đặc biệt mạnh ở vành đai tiêu hành tinh, và tương tác hấp dẫn với những phôi thai nặng hơn đã phân tán rất nhiều vi thể hành tinh vào các miền cộng hưởng này. Lực hấp dẫn của Sao Mộc làm tăng vận tốc các vật thể trong miền cộng hưởng, khiến chúng vỡ vụn ra sau các va chạm thay vì dính vào và hợp nhất.
Khi Sao Mộc dịch chuyển vào phía trong sau khi hình thành (xem mục Dịch chuyển hành tinh ở dưới), sự cộng hưởng quét qua vành đai tiểu hành tinh, kích thích các vật thể trong vùng này gia tăng vận tốc tương đối với nhau. Tác động kết hợp của cộng hưởng và các hành tinh phôi thai hoặc phân tán các vi thể hành tinh ra khỏi đĩa hoặc tăng cường độ nghiêng quỹ đạo và độ lệch tâm quỹ đạo của chúng. Chính một số phôi thai hành tinh lớn bị Sao Mộc đẩy ra, trong khi số khác có thể đã dịch chuyển vào phía trong hệ và đóng vai trò trong giai đoạn kết tụ cuối cùng của các hành tinh đất đá. Trong giai đoạn tiêu biến này, vành đai tiểu hành tinh mất đi hầu hết khối lượng ban đầu của nó, chỉ còn chừng dưới 1% M⊕, chủ yếu chứa các vi thể hành tinh nhỏ. Một giai đoạn tiêu biến thứ hai đã xảy ra sau khi Sao Mộc và Sao Thổ bước vào một giai đoạn cộng hưởng quỹ đạo 2:1 tạm thời, khiến chúng giảm khối lượng 10–20 lần, chỉ còn khoảng 1/2,000 khối lượng Trái Đất như ngày nay.
Thời kỳ các vụ va chạm lớn ở miền trong Hệ Mặt Trời có thể đã đóng một vai trò hình thành nên lượng nước ngày nay trên Trái Đất (~6×1021 kg) từ các vành đai tiểu hành tinh sơ khai. Nước quá dễ bay hơi để có mặt vào lúc hình thành Trái Đất và hẳn phải tới hành tinh này từ các miền lạnh hơn, xa hơn của Hệ Mặt Trời. Nước có lẽ đã đến từ những phôi thai hành tinh và các vi thể hành tinh bị Sao Mộc ném văng ra khỏi vành đai tiểu hành tinh. Năm 2006 người ta phát hiện một quần thể các sao chổi vành đai chính, đây cũng có thể là một nguồn gốc khác của nước trên Trái Đất. Trong khi đó, các sao chổi từ vành đai Kuiber hoặc các vùng xa hơn nhiều nhất chỉ có thể đem lại 6% lượng nước cho Trái Đất. Giả thuyết panspermia cho rằng bản thân sự sống có lẽ đã tới Trái Đất theo cách này, tuy nhiên ít người tán thành nó.

### Dịch chuyển hành tinh
Theo giả thuyết tinh vân, hai hành tinh phía ngoài nằm "sai vị trí". Sao Thiên Vương và Sao Hải Vương (gọi là những hành tinh băng khổng lồ) tồn tại ở một khu vực mà mật độ tinh vân suy giảm và chu kỳ quỹ đạo dài hơn khiến cho sự hình thành chúng khó mà xảy ra. Thay vì thế hai hành tinh này được cho là đã hình thành trong các quỹ đạo gần Sao Mộc và Sao Thổ (gọi là những hành tinh khí khổng lồ), nơi có nhiều vật chất hơn, và đã dịch chuyển ra phía ngoài tới vị trí ngày nay trong hàng trăm triệu năm.

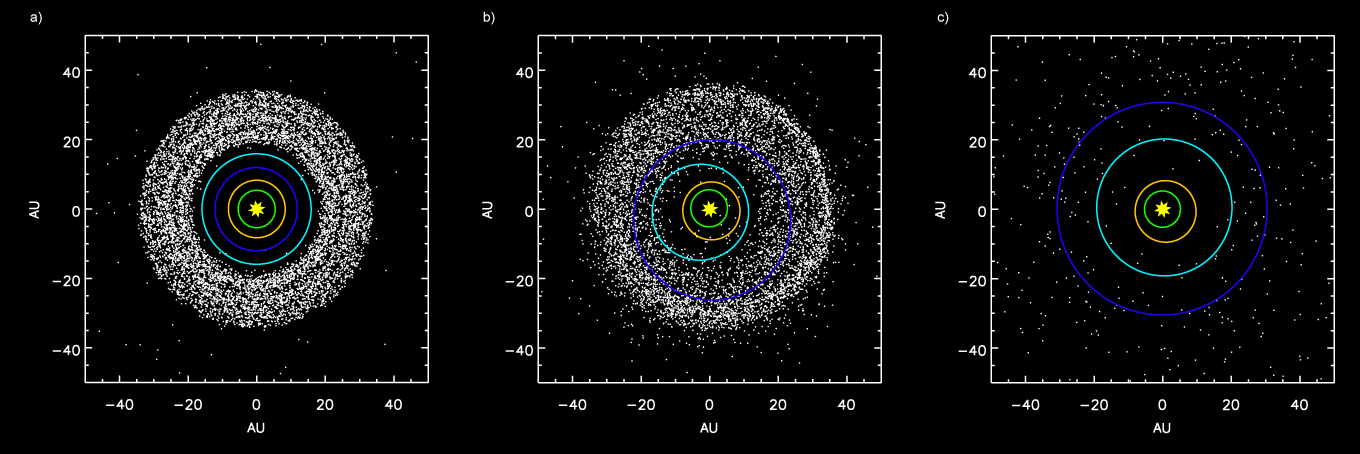
Mô phỏng các hành tinh phía ngoài và vành đai Kuiper: a, Trước cộng hưởng Sao Mộc/Sao Thổ 2:1 b) Phân tán vật thể vành đai Kuiper vào Hệ Mặt Trời sau khi Sao Hải Vương dịch chuyển quỹ đạo c) Sau khi Sao Mộc tước đi các vật thể vành đai Kuiper.

Sự dịch chuyển của các hành tinh phía ngoài cũng cần thiết để xét đến sự tồn tại và tính chất của các khu vực ngoài cùng Hệ Mặt Trời. Bên ngoài Sao Hải Vương, Hệ Mặt Trời tiếp nối bằng Vành đai Kuiper, Đĩa phân tán, và Đám mây Oort, ba quần thể các vật thể đóng băng nhỏ nơi sinh ra hầu hết những sao chổi quan sát được. Ở khoảng cách tới Mặt Trời này, sự bồi tụ quá chậm để cho các hành tinh có thể tạo thành trước khi tinh vân Mặt Trời khuếch tán, và do đó các đĩa ban đầu không đủ mật độ khối lượng để kết tụ lại thành hành tinh. Vành đai Kuiper nằm trong khoảng từ 30 tới 55 AU từ Mặt Trời, trong khi các đĩa phân tán mở rộng ra tới trên 100 AU, và đám mây Oort ở rất xa, bắt đầu từ khoảng cách 50 000 AU. Tuy nhiên ban đầu vành đai Kuiper từng đặc hơn và gần Mặt Trời hơn nhiều, với rìa ngoài xấp xỉ 30 AU. Rìa trong của nó có thể chỉ ngay ngoài quỹ đạo của Sao Thiên Vương và Sao Hải Vương, vốn cũng gần Mặt Trời hơn nhiều hơn khi mới hình thành (rất có thể trong khoảng 15-20 AU) và ở vị trí hoán đảo, tức là Sao Thiên Vương khi đó xa Mặt Trời hơn là Sao Hải Vương.
Sau khi hình thành Hệ Mặt Trời, quỹ đạo của tất cả các hành tinh khổng lồ tiếp tục thay đổi từ từ do tương tác với một lượng lớn các vi thể hành tinh còn lại. Sau khoảng 500-600 triệu năm (tức khoảng 4 tỉ năm trước) Sao Mộc và Sao Thổ rơi vào hiện tượng cộng hưởng 2:1: chu kỳ quỹ đạo Sao Mộc dài gấp đúng 2 lần chu kỳ quỹ đạo Sao Thổ. Sự cộng hưởng này tạo ra một cú đẩy hấp dẫn lên các hành tinh phía ngoài, khiến cho Sao Hải Vương băng vượt qua Sao Thiên Vương và rơi vào vành đai Kuiper cổ đại. Các hành tinh phân tán phần lớn các vật thể nhỏ đóng băng vào phía trong, trong khi chính chúng di chuyển ra phía ngoài. Quá trình này tiếp tục cho tới khi các vi thể hành tinh đi vào trong đủ sâu để tương tác Sao Mộc, hành tinh có hấp dẫn không lồ đẩy chúng vào các quỹ đạo rất lệch tâm hoặc thậm chí đẩy văng chúng ra khỏi Hệ Mặt Trời. Sao Mộc mất một phần năng lượng do quá trình này và dịch chuyển một chút vào phía trong. Những vật thể bị Sao Mộc phân tán vào các quỹ đạo rất lệch tâm tạo nên Đám mây Oort; những vật thể bị phân tán ở mức độ thấp hơn do Sao Hải Vương di chuyển tạo nên vành đai Kuiper và đĩa phân tán ngày nay. Kịch bản này giải thích thành công khối lượng nhỏ hiện tại của vành đai Kuiper và đĩa phân tán. Một số vật thể bị phân tán, bao gồm Sao Diêm Vương, gắn vào quỹ đạo Sao Hải Vương, khiến chúng rơi vào cộng hưởng chuyển động trung bình. Cuối cùng, ma sát bên trong đĩa vi thể hành tinh khiến quỹ đạo của Sao Thiên Vương và Sao Hải Vương trở lại dạng tròn.
Trái với các hành tinh phía ngoài, các hành tinh phía trong không dịch chuyển đáng kể qua các thời đại của Hệ Mặt Trời, bởi vì quỹ đạo của chúng không chịu ảnh hưởng lớn kể từ sau thời kỳ các vụ va chạm lớn.
Một câu hỏi khác là tại sao Sao Hỏa lại quá nhỏ so với Trái Đất. Một nghiên cứu công bố tháng 6 năm 2011 đề xuất rằng Sao Mộc đã dịch chuyển phía trong tới 1,5 AU, và khi Sao Thổ hình thành, Sao Mộc dịch chuyển trở lại vị trí ngày nay. Do đó Sao Mộc đã hấp thụ phần lớn lượng vật chất đáng ra Sao Hỏa có thể có để lớn lên. Các mô phỏng tương tự cũng tái tạo được các đặc tính của vành đai tiểu hành tinh hiện nay, với các tiểu hành tinh khô và các vật thể chứa nhiều nước tương tự như sao chổi.

### Các đợt bắn phá sau này

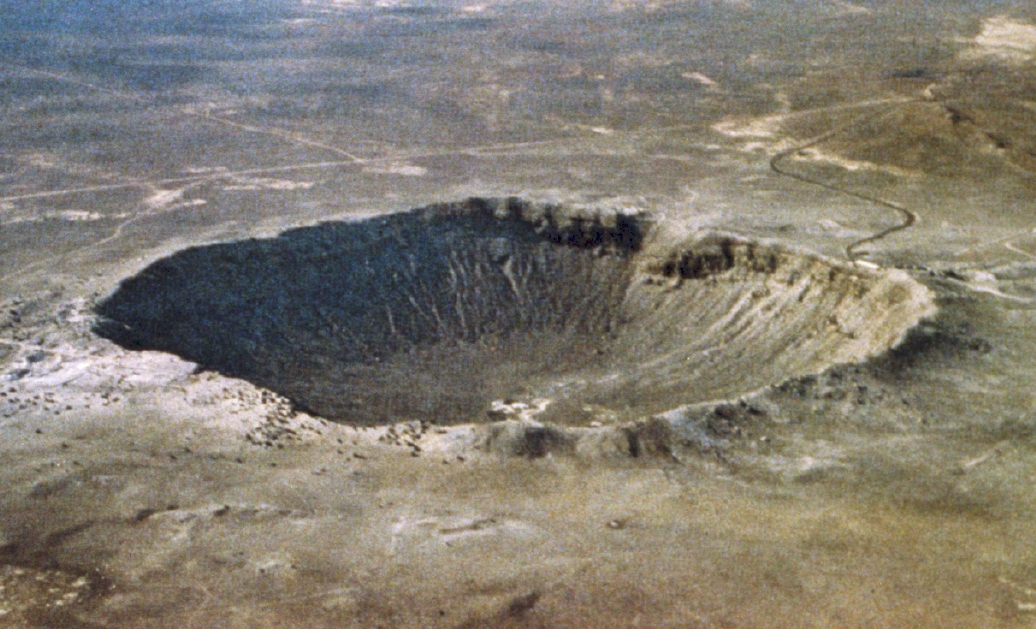
Hố thiên thạch Barringer ở bang Arizona, Hoa Kỳ. Tạo nên cách đây 50.000 năm do một thiên thạch đường kính chỉ 50m, nó là lời nhắc nhở khắc nghiệt rằng sự bồi tụ của Hệ Mặt Trời chưa hoàn toàn kết thúc.

Sự đổ vỡ hấp dẫn từ sự dịch chuyển các hành tinh phái ngoài có lẽ đã đẩy một số lượng lớn các tiểu hành tinh vào miền trong Hệ Mặt Trời, làm tiêu biến dữ dội vành đai ban đầu cho đến khi nó đạt khối lượng cực kì nhỏ ngày nay. Sự kiện này có thể đã kích hoạt thời kỳ Bắn phá mạnh cuối (Late Heavy Bombardment) xảy ra khoảng 4 tỷ năm trước. Thời kỳ bắn phá này kéo dài vài trăm triệu năm và nó thể hiện rõ ràng với các hố thiên thạch vẫn còn thấy rõ trên các thiên thể hủy diệt về mặt địa chất của miền trong Hệ Mặt Trời như Sao Thủy và Mặt Trăng. Những bằng chứng cổ nhất mà người ta biết đến về sự sống trên Trái Đất có niên đại 3,8 tỷ năm- nghĩa là hầu như ngay sau khi thời kỳ Bắn phá mạnh cuối chấm dứt.
Các vụ va chạm là một phần thường trực (dù gần đây không thường xuyên) trong sự tiến hóa của Hệ Mặt Trời. Chúng tiếp tục xảy ra mà những bằng chứng rõ rệt là vụ va chạm của Sao chổi Shoemaker–Levy 9 với Sao Mộc năm 1994, sự kiện va chạm Sao Mộc 2009, sự kiện Tunguska, Sao băng Chelyabinsk và Hố thiên thạch Barringer ở Arizona. Quá trình bồi tụ, do đó, chưa hoàn thành, và vẫn đặt ra một đe dọa lớn cho tồn vong của sự sống trên Trái Đất.
Trong quá trình tiến hóa của Hệ Mặt Trời, các sao chổi bị đẩy ra ngoài miền trong Hệ Mặt Trời bởi hấp dẫn của các hành tinh khổng lồ, và đi tới hàng nghìn AU phía ngoài để tạo nên Đám mây Oort, một đám những nhân sao chổi rìa xa nhất của tầm hút hấp dẫn của Mặt Trời. Cuối cùng, sau khoảng 800 triệu năm, sự đổ vỡ hấp dẫn do thủy triều thiên hà, các ngôi sao băng qua và các đám mây phân tử khổng lồ bắt đầu tiêu trừ đám mây, tung những sao chổi đi vào miền trong Hệ Mặt Trời. Sự tiến hóa của miền ngoài Hệ Mặt Trời dường như cũng chịu ảnh hưởng của thời tiết không gian từ gió Mặt Trời, các vi thiên thạch, và các thành phần trung hòa trong môi trường liên sao.
Sự tiến hóa của vành đai tiểu hành tinh sau thời kỳ Bắn phá mạnh cuối chủ yếu bị chi phối bởi các vụ va chạm. Các vật thể khối lượng lớn có đủ hấp dẫn để giữ lại bất kỳ lượng vật chất nào bắn ra bởi một vụ chạm mạnh. Trong vành đai tiểu hành tinh thì không như vậy. Kết quả là, nhiều hành tinh lớn hơn bị vỡ tách ra, và đôi khi những vật thể mới tạo nên từ tàn dư của những vụ va chạm ít kịch liệt hơn. Các vệ tinh xung quanh tiểu hành tinh ngày này chỉ có thể giải thích như là những sản phẩm gắn kết các vật liệu tách ra khỏi thiên thể gốc mà không có đủ năng lượng để thoát hẳn ra khỏi hấp dẫn của nó.

### Mặt trăng
Các mặt trăng xuất hiện xung quanh hầu hết các hành tinh và các thiên thể khác của Hệ Mặt Trời. Các vệ tinh tự nhiên này sinh ra từ một trong ba cơ chế sau:
- Cùng tạo thành từ một đĩa tiền hành tinh (chỉ trong trường hợp các hành tinh khí khổng lồ);
- Hình thành từ các mảnh vỡ va chạm (với điều kiện xảy ra va chạm đủ mạnh ở một góc nông); và
- Bắt được một vật thể bay ngang qua đó

Sao Mộc và Sao Thổ có một vài mặt trăng rất lớn, như Io, Europa, Ganymede và Titan, có lẽ bắt nguồn từ các đĩa khí xoay quanh các hành tinh khổng lồ này không khác gì các hành tinh sinh ra từ đĩa khí xung quanh Mặt Trời. Nguồn gốc này có thể suy đoán từ kích thước lớn của các mặt trăng và khoảng cách gần với các hành tinh tương ứng. Những đặc điểm như vậy không thể quy cho việc bắt giữ, trong khi bản chất khí của hành tinh khổng lồ này khiến chúng cho không thể nào tạo ra vệ tinh từ 'mảnh vỡ' va chạm. Các mặt trăng phía ngoài của các hành tinh khí khổng lồ có xu hướng nhỏ và quỹ đạo lệch tâm với độ nghiêng quỹ đạo bất thường; đây là những đặc trưng của các vật thể bị bắt giữ. Hầu hết các mặt trăng như vậy quay theo hướng ngược với hành tinh nó phụ thuộc. Mặt trăng bất thường lớn nhất là Triton của Sao Hải Vương, được cho là một vật thể vành đai Kuiper bị bắt.
Các mặt trăng của những thiên thể rắn được tạo ra cả bởi va chạm và bắt giữ. Hai mặt trăng nhỏ của Sao Hỏa, Deimos và Phobos, có lẽ là những tiểu hành tinh bị bắt giữ. Mặt Trăng của Trái Đất được cho là hình thành của một vụ va chạm xiên duy nhất.
Thiên thể va chạm vào Trái Đất đó hẳn phải có khối lượng tương đương với Sao Hỏa, và vụ va chạm có lẽ đã xảy ra gần cuối thời kỳ các vụ va chạm lớn. Vụ va chạm đã làm bật văng ra quỹ đạo một phần vỏ của thiên thể va chạm, về sau tụ lại thành Mặt Trăng. Sự kiện đó có lẽ là vụ va chạm cuối cùng trong một loạt các vụ hợp nhất tạo nên Trái Đất như ngày nay. Người ta còn phỏng đoán thêm rằng thiên thể kích cỡ Sao Hỏa đó đã có thể tạo nên một trong các điểm Lagrange bền của Mặt Trời-Trái Đất (L4 hoặc L5) và trôi dạt khỏi vị trí của nó. Các mặt trăng của thiên thể bên ngoài Sao Hải Vương là Charon của Sao Diêm Vương và Vanth của Orcus cũng có thể đã hình thành từ các vụ va chạm lớn: các hệ Sao Diêm Vương–Charon, Orcus–Vanth và Trái Đất-Mặt Trăng là khác thường trong Hệ Mặt Trời, bởi chúng có khối lượng của vệ tinh lớn hơn 1% thiên thể nó quay quanh.

## Tương lai
Các nhà thiên văn ước tính rằng Hệ Mặt Trời mà chúng ta biết ngày nay sẽ không thay đổi triệt để cho tới khi Mặt Trời sử dụng hầu hết nhiên liệu hydro trong nhân của nó, bắt đầu sự tiến hóa từ dãy chính của biểu đồ Hertzsprung-Russell và bước vào pha sao khổng lồ đỏ. Dù thế, Mặt Trời vẫn tiếp tục tiến hóa cho tới thời điểm đó.

### Ổn định dài hạn
Hệ Mặt Trời trong trạng thái hỗn độn xét trên bậc thời gian hàng triệu hoặc hàng tỉ năm, với các quỹ đạo hành tinh có khả năng thay đổi trong dài hạn. Một ví dụ nổi bật của sự hỗn độn này là hệ Sao Hải Vương-Sao Diêm Vương, nằm trong hiện tượng cộng hưởng 3:2. Mặc dù sự cộng hưởng tự thân nó ổn định, không thể nào tiên đoán được vị trí của Sao Diêm Vương với độ chính xác lớn hơn 10-20 triệu năm (thời gian Lyapunov) trong tương lai. Một ví dụ khác là độ nghiêng trục quay của Trái Đất, do ma sát tăng lên trong lớp vỏ Trái Đất do tương tác thủy triều với Mặt Trăng, sẽ trở nên không tính toán được ở một điểm giữa 1,5 tỷ và 3,5 tỷ năm tới.
Các quỹ đạo hành tinh hỗn độn trong bậc thời gian dài hơn, với thời gian Lyapunov trong khoảng 2-230 triệu năm nữa.
Trong mọi trường hợp điều này có nghĩa là vị trí của một hành tinh trên quỹ đạo của nó cuối cùng trở nên không thể tiên đoán ở bất kỳ độ xác định nào (nên, chẳng hạn, thời gian mùa đông và mùa hè trở nên bất đinh), nhưng trong một số trường hợp bản thân quỹ đạo có thể thay đổi mãnh liệt. Những hỗn độn như vậy biểu hiện mạnh mẽ nhất trong sự thay đổi độ lệch tâm, với quỹ đạo vài hành tinh có thể trở nên êlip hơn hoặc tròn lại đáng kể.
Xét tổng thể trong vài tỉ năm tới Hệ Mặt Trời là ổn định theo nghĩa có lẽ không có hành tinh nào va đập vào nhau hoặc bị văng ra khỏi hệ. Nhưng xa hơn nữa, trong khoảng 5 tỷ năm độ lệch tâm của Sao Hỏa có thể lên tới 0,2, khiến nó cắt ngang quỹ đạo Trái Đất, có khả năng dẫn đến một vụ va chạm. Cũng trong khoảng thời gian đó, độ lệch tâm của Sao Thủy có thể cao hơn thế nữa, có thể va chạm với Sao Kim và về mặt lý thuyết có thể đẩy Sao Thủy văng ra khỏi Hệ Mặt Trời hoặc hất Sao Thủy vào vị trí va chạm với Sao Kim hay Trái Đất. Điều này có thể xảy ra trong khoảng 1 tỷ năm, theo các mô phỏng số, trong đó quỹ đạo Sao Thủy bị nhiễu loạn.

### Hệ thống vành đai mặt trăng
Sự tiến hóa của hệ thống mặt trăng chịu ảnh hưởng chi phối của các lực thủy triều. Một mặt trăng sẽ tạo ra chỗ trương lên ở thiên thể mà nó quay quanh do chênh lệch lực hấp dẫn qua đường kính của thiên thể chính. Nếu một mặt trăng quay cùng hướng với sự quay của hành tinh và hành tinh quay nhanh hơn chu kỳ quỹ đạo của mặt trăng, sự trương lên này sẽ không ngừng bị kéo phía trước mặt trăng. Trong trường hợp này, mô men động lượng sẽ truyền từ sự quay của thiên thể chính tới sự quay của vệ tinh. Mặt trăng hấp thụ năng lượng và dần dần chuyển động xoáy ra ngoài, trong khi thiên thể chính quay chậm dần đi theo thời gian.
Mặt Trăng và Trái Đất là một ví dụ của một hệ như vậy. Ngày nay, Mặt Trăng trong trạng thái bị khóa bởi lực thủy triều vào Trái Đất, mỗi vòng của nó xung quanh Trái Đất (hiện nay khoảng 29 ngày) bằng đúng một vòng quanh trục của nó, vì thế nó luôn luôn hướng 1 mặt về Trái Đất. Mặt Trăng sẽ tiếp tục rút khỏi Trái Đất, và sự tự quay của Trái Đất sẽ tiếp tục chậm lại. Trong khoảng 50 tỉ năm, nếu chúng sống sót qua sự giãn nở của Mặt trời, Mặt Trăng và Trái Đất sẽ trở nên bị khóa vào nhau, mỗi thiên thể sẽ bị bắt vào thứ gọi là cộng hưởng "tự quay-quay quỹ đạo" trong đó Mặt Trăng sẽ quay quanh Trái Đất khoảng 47 ngày và cả Mặt Trăng và Trái Đất sẽ tự quay quanh trục của chúng bằng ấy thời gian mỗi vòng, và chỉ một bán cầu của mỗi thiên thể có thể nhìn thấy nhau. Những ví dụ khác là vệ tinh Galileo của Sao Mộc (cũng như các mặt trăng nhỏ hơn của siêu hành tinh này) và hầu hết các mặt trăng lớn hơn của Sao Thổ.

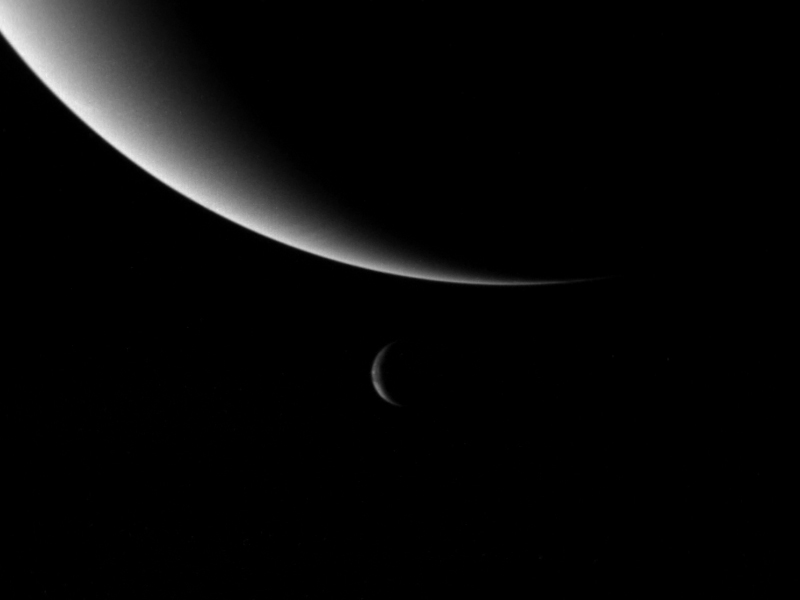
Sao Hải Vương và mặt trăng Triton của nó, ảnh chụp từ Voyager 2. Quỹ đạo Triton cuối cùng sẽ nằm trong Giới hạn Roche của Sao Hải Vương, xé tan nó ra từng mảnh và có thể tạo nên một hệ thống vành đai mới.

Một kịch bản khác xảy ra khi mặt trăng hoặc quay xung quanh thiên thể chính nhanh hơn thiên thể đó quay, hoặc xoay theo hướng ngược lại sự quay của thiên thể chính. Trong các trường hợp này, sự trương thủy triều tụt lại phía sau mặt trăng trên quỹ đạo của nó. Trong trường hợp đầu, hướng truyền mô men động lượng ngược lại, cho nên sự quay của hành tinh chính tăng tốc trong khi quỹ đạo của vệ tinh co lại. Trong trường hợp sau, mô men động lượng của sự quay và sự tự quay có dấu ngược nhau, cho sự truyền mô men dẫn tới sự giảm biên độ của cả hai (khử lẫn nhau). Chú ý rằng trong khi tổng động lượng của hệ này bảo toàn, tổng năng lượng lại không do nhiệt ma sát bị thất thoát đi, và đây chính là nguyên nhân gây ra sự truyền mô men động lượng. Trong cả hai trường hợp, sự tăng tốc do lực thủy triều khiến cho mặt trăng chuyển động xoáy hướng vào thiên thể chính cho tới khi hoặc nó bị áp lực thủy triều xé tan, rồi tạo nên một hệ vành đai hành tinh, hoặc nó đâm thẳng vào bề mặt hoặc khí quyển hành tinh đó. Một kết cục như vậy đang chờ các mặt trăng Phobos của Sao Hỏa (trong khoảng 30  tới 50 triệu năm nữa), Triton của Sao Hải Vương (trong khoảng 3,6 tỉ năm nữa), Metis và Adrastea của Sao Mộc, cũng như ít nhất 16 vệ tinh nhỏ của Sao Thiên Vương và Sao Hải Vương. Desdemona thậm chí có khả năng va đập với một trong số các vệ tinh lân cận.
Một khả năng thứ 3 là khi hành tinh chính và mặt trăng khóa với nhau do lực thủy triều. Trong trường hợp này, sự trương thủy triều sẽ xảy ra tức thời không có độ trễ, và do đó không có sự truyền mô men động lượng, và chu kỳ quỹ đạo sẽ không đổi. Sao Diêm Vương và Charon là một ví dụ của một hệ như vậy.
Trước khi tàu vũ trụ Cassini–Huygens đi đến vào năm 2004, các vành đai Sao Thổ thường được cho là trẻ tuổi hơn nhiều Hệ Mặt Trời và người ta kì vọng sẽ không sống sót được thêm 300 triệu năm nữa. Tương tác hấp dẫn với các mặt trăng của Sao Mộc có vẻ sẽ dần dần đẩy rìa ngoài của vành đai hướng vào hành tinh, và sự mài mòn của các tiểu vẫn tinh và hấp dẫn của Sao Thổ cuối cùng tước đi phần còn lại, khiến cho Sao Thổ không còn vành đai. Tuy nhiên dữ liệu từ sứ mệnh Cassini khiến các nhà khoa học chỉnh sửa lại quan điểm ban đầu. Các quan sát phát hiện ra những mạnh băng rộng 10 km không ngừng tách ra và tái hợp, khiến nó có vẻ mới. Các vành đai Sao Thổ lớn hơn nhiều vành đai của các hành tinh khí khổng lồ khác. Khối lượng lớn này có lẽ đã bảo tồn chúng từ lúc hành tinh hình thành 4,5 tỉ năm trước đây, và có thể sẽ tiếp tục bảo tồn chúng hàng tỉ năm tới.

### Mặt Trời và môi trường hành tinh
Về dài hạn, những thay đổi lớn nhất trong Hệ Mặt Trời đến từ những thay đổi trong bản thân Mặt Trời khi nó già đi. Khi Mặt Trời đốt đi nguồn dự trữ hydro của nó, nó sẽ trở nên nóng hơn và do đó đốt phần dự trữ còn lại ngày càng nhanh. Kết quả là Mặt Trời sẽ tăng cường độ sáng với tốc độ 10% mỗi 1,1 tỉ năm. Trong thời gian một tỷ năm, khi công suất bức xạ Mặt Trời tăng lên, vùng cho phép sự sống của nó sẽ dịch chuyển ra ngoài, khiến cho bề mặt Trái Đất quá nóng để nước tiếp tục tồn tại một cách tự nhiên ở thể lỏng. Vào thời điểm này, tất cả sự sống trên mặt đất sẽ bị tuyệt diệt. Trước khi các đại dương hoàn toàn khô cạn, hơi nước bốc lên từ bề mặt đại dương tạo thành một nguồn khí nhà kính khổng lồ, làm tăng tốc quá trình tăng nhiệt độ, có thể chấm dứt sự sống trên Trái Đất còn sớm hơn nữa. Trong khoảng thời gian này, có thể là nhiệt độ bề mặt Sao Hỏa sẽ tăng từ từ, hơi nước và CO2 hiện tại đang đóng băng dưới regolith bề mặt sẽ giải phóng vào khí quyển tạo nên hiệu ứng nhà kính nung nóng hành tinh cho đến khi nó đạt những điều kiện tương đương với Trái Đất ngày nay, do đó cung cấp nơi trú chân tiềm năng trong tương lai cho sinh vật trên Trái Đất. Trong khoảng 3,5 tỉ năm tới, các điều kiện trên bề mặt Trái Đất sẽ tương tự như của Sao Kim ngày nay.

Kích thước tương đối của Mặt Trời ngày nay (hình nhỏ bên trong) so với kích thước dự đoán của nó khi biến thành một sao khổng lồ đỏ.

Sau khoảng 5,4 tỉ năm tới, lõi Mặt Trời sẽ trở nên đủ nóng để kích hoạt phản ứng nhiệt hạch hydro ở lớp vỏ bao quanh nó. Điều này sẽ khiến các lớp bên ngoài nở ra mạnh mẽ, và ngôi sao sẽ bước vào một giai đoạn tiếp trong cuộc đời của nó, khi nó trở thành một sao khổng lồ đỏ. Trong khoảng 7,5 tỉ năm, Mặt Trời sẽ giãn nở tới bán kính cỡ 1,2 AU—tức gấp 256 lần kích thước hiện tại. Ở đỉnh của nhánh sao khổng lồ đỏ trong biểu đồ tiến hóa sao, do kết quả của diện tích bề mặt tăng cực lớn, bề mặt Mặt Trời sẽ trở nên nguội hơn nhiều hiện nay (khoảng 2600 K) và độ sáng của nó cũng tăng lên 2700 lần độ sáng hiện tại. Một đặc trưng khác của sao khổng lồ đỏ là gió sao từ nó sẽ rất mạnh, đem đi khoảng 33% khối lượng của nó ra không gian. Trong thời gian này, có thể là vệ tinh Titan của Sao Thổ đạt được nhiệt độ bề mặt cần thiết để đảm bảo cho sự sống tồn tại.
Khi Mặt Trời giãn nở, nó sẽ nuốt các hành tinh ở gần gồm Sao Thủy và Sao Kim. Số phận của Trái Đất thì khó lường hơn; mặc dù Mặt Trời sẽ nở ra trùm cả quỹ đạo ngày nay của Trái Đất, sự mất mát khối lượng của ngôi sao làm suy yếu hấp dẫn của nó sẽ khiến quỹ đạo các hành tinh di chuyển ra xa hơn. Nếu chỉ tính đến điều này thì Sao Kim và Trái Đất có lẽ sẽ thoát khỏi sự thôn tính, nhưng một nghiên cứu gần đây hơn (2008) gợi ý rằng Trái Đất sẽ bị tiêu diệt do tương tác thủy triều với lớp vỏ ngoài gắn kết lỏng lẻo của Mặt Trời.
Dần dần, hydro đốt cháy trong vỏ bao quanh Mặt Trời sẽ làm tăng khối lượng của nó cho tới khi nó đạt khoảng 45% khối lượng hiện tại của Mặt Trời. Vào thời điểm đó mật độ và nhiệt độ sẽ đạt rất cao tới nỗi sự tổng hợp heli thành cacbon sẽ bắt đầu, dẫn đến cái gọi là chớp heli; Mặt Trời sẽ co lại từ 250 lần kích thước hiện tại (dãy chính) xuống còn 11 lần. Độ sáng theo đó cũng giảm từ 3000 lần mức hiện tại xuống còn 54 lần, và nhiệt độ bề mặt sẽ tăng lên tới khoảng 4770 K. Mặt Trời sẽ trở thành một ngôi sao ở nhánh chân trời, đốt cháy heli trong nhân một cách ổn định giống như nó đang đốt hydro hiện nay. Pha nhiệt hạch heli này chỉ tồn tại chừng 100 triệu năm. Cuối cùng, nó một lần nữa lại quay về nguồn dự trữ hydro và heli ở các lớp bên ngoài và sẽ nở ra một lần nữa, trở thành một ngôi sao nhánh khổng lồ tiệm cận. Vào lúc đó độ sáng Mặt Trời sẽ lại tăng lần nữa, đạt 2090 lần mức hiện tại, và nó sẽ nguội lại xuống còn 3500 K. Pha này tồn tại kéo dài chừng 30 triệu năm, sau đó, trong một quá trình tốn khoảng 100 nghìn năm, các lớp ngoài còn lại của Mặt Trời sẽ tách ra, tuôn những dòng vật chất khổng lồ vào không gian và tạo nên một vầng hào quang bị gọi (hiểu lầm) là một tinh vân hành tinh. Vật chất phóng ra sẽ chứa heli và carbon tạo từ phản ứng hạt nhân của Mặt Trời, tiếp tục cung cấp các nguyên tố nặng vào không gian liên sao cho các thế hệ sao tương lai.

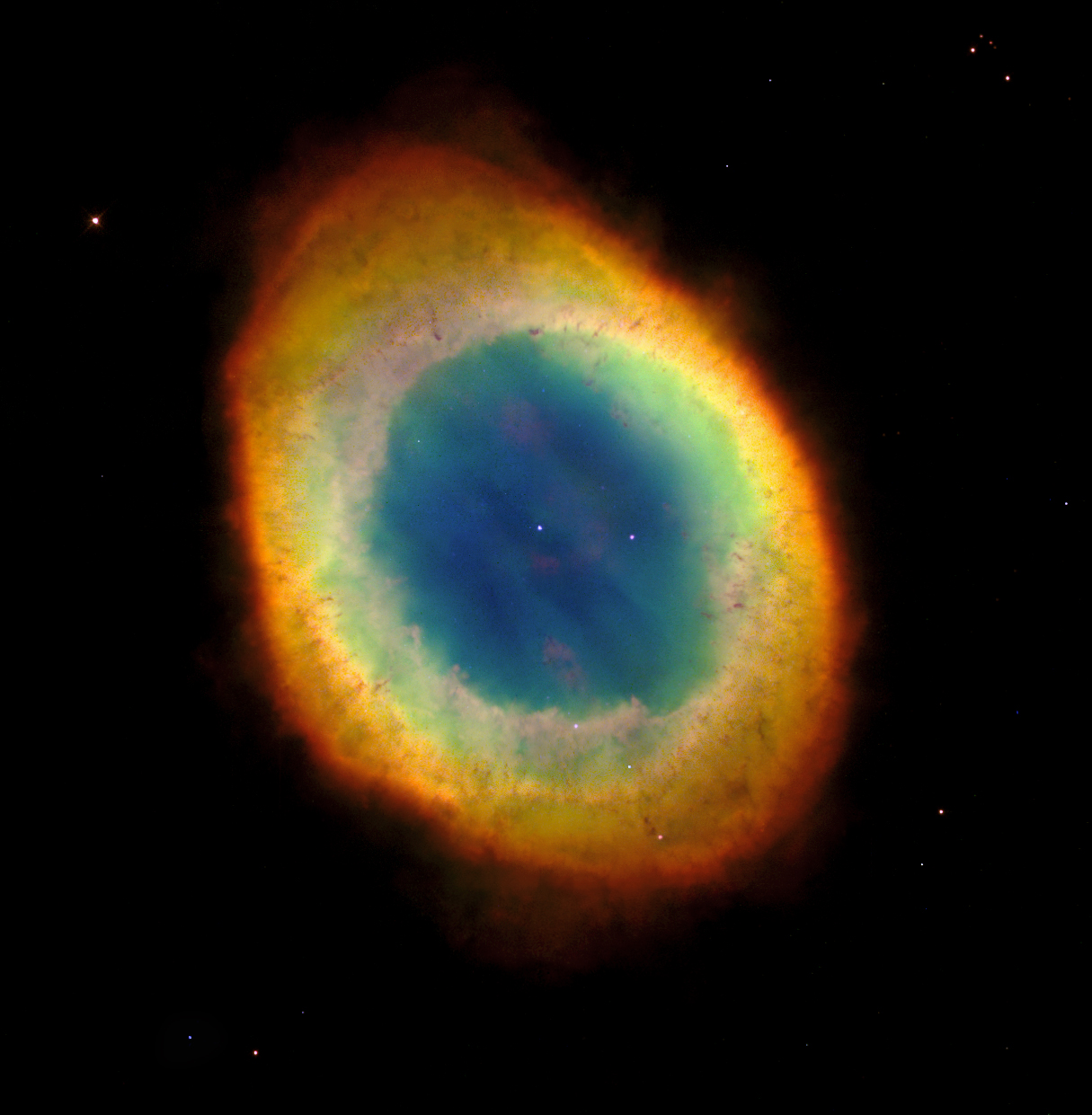
Tinh vân Chiếc Nhẫn, một tinh vân hành tinh tương tự như tinh vân mà Mặt Trời sẽ tạo ra.

Đây là một sự kiện tương đối yên bình, không hề giống với một vụ nổ siêu tân tinh mà Mặt Trời vì quá bé nên không thể tạo ra. Bất kỳ người quan sát nào có mặt để chứng kiến sự kiện này sẽ thấy sự tăng cường gió Mặt Trời quy mô lớn, nhưng nó sẽ không đủ để hủy diệt hoàn toàn một hành tinh. Tuy nhiên, sự mất mát khối lượng ngôi sao có thể khiến quỹ đạo các hành tinh sống sót rơi vào hỗn độn, khiến một số va đập vào nhau, một số văng ra khỏi Hệ Mặt Trời, và số khác bị xé vụn bởi tương tác thủy triều. Sau đó, tất cả những gì còn lại của Mặt Trời là một sao lùn trắng, một thiên thể cực kì đặc, với 54% khối lượng ban đầu nén vào một kích thước chỉ bằng Trái Đất. Ban đầu, sao lùn trắng này có thể sáng gấp 100 lần Mặt Trời hiện tại. Nó sẽ chứa oxy và carbon suy biến, nhưng không bao giờ đủ nóng để phản ứng nhiệt hạch với các nguyên tố này. Do đó sao lùn trắng Mặt Trời sẽ nguội dần, trở nên ngày càng mờ đi.
Khi Mặt Trời chết dần, sức hút hấp dẫn lên các thiên thể quay quanh nó, như các hành tinh, sao chổi và tiểu hành tinh sẽ yếu đi do sự mất mát khối lượng. Tất cả các hành tinh còn lại sẽ giãn quỹ đạo quay; nếu Sao Kim, Trái Đất và Sao Hỏa vẫn còn sống sót, quỹ đạo của chúng một cách xấp xỉ sẽ tương ứng nằm trong khoảng 1,4 AU (210.000.000 km), 1,9 AU (280.000.000 km), và 2,8 AU (420.000.000 km). Chúng và các hành tinh còn lại khác sẽ trở thành các khối vật thể lạnh lẽo, tối tăm, hoàn toàn tiêu diệt bất kỳ dạng sự sống nào. Chúng sẽ tiếp tục quay quanh ngôi sao, vận tốc giảm dần do khoảng cách tới Mặt Trời tăng và hấp dẫn Mặt Trời giảm. Hai tỉ năm sau đó, khi Mặt Trời nguội xuống khoảng 6000–8000 K, carbon & oxy trong lõi Mặt Trời sẽ đóng băng, với 90% khối lượng còn lại của nó mang một cấu trúc tinh thể. Cuối cùng, sau thêm hàng tỉ năm nữa, Mặt Trời sẽ hoàn toàn ngừng phát sáng, trở thành một sao lùn đen.

## Tương tác thiên hà

Vị trí của Hệ Mặt Trời trong Ngân Hà.

Hệ Mặt Trời di chuyển cô độc trong Ngân Hà trong một quỹ đạo tròn cách xấp xỉ 30000 năm ánh sáng từ tâm thiên hà với vận tốc cỡ 220 km/s. Chu kỳ quay quanh tâm thiên hà, gọi là năm thiên hà, vào khoảng 220-250 triệu năm. Từ khi hình thành tới giờ Hệ Mặt Trời đã hoàn thành ít nhất 20 vòng như vậy.
Các nhà khoa học khác nhau đã phỏng đoán rằng đường đi của Hệ Mặt Trời trong thiên hà là một yếu tố gây nên tính chu kỳ của các đợt tuyệt chủng hàng loạt mà các hóa thạch Trái Đất ghi dấu lại. Một giả thuyết đề xuất rằng các dao động dọc do Mặt Trời gây ra khi nó quay quanh tâm thiên hà khiến nó đều đặn vượt qua mặt phẳng thiên hà. Khi quỹ đạo Mặt Trời đi ra ngoài đĩa thiên hà, ảnh hưởng của thủy triều thiên hà yếu đi, khi nó quay trở lại đĩa thiên hà, theo những khoảng thời gian 20-25 triệu năm, nó chịu những thủy triều đĩa mạnh hơn nhiều mà, theo những mô hình toán học, sẽ tăng dòng sao chổi từ đám mây Oort lên 4 lần, dẫn tới sự tăng đột biến khả năng một vụ va chạm tàn khốc.
Tuy nhiên, những người khác lập luận rằng Mặt Trời hiện nay đang gần mặt phẳng thiên hà, và dù thế sự kiện tuyệt chủng lớn cuối cùng đã xảy ra 15 triệu năm trước. Do đó chỉ vị trí chiều dọc của Mặt Trời thôi không đủ để giải thích sự tuyệt chủng theo chu kỳ như vậy, và thay vào đó những lần tuyệt chủng xảy ra khi Mặt Trời vượt qua các nhánh xoắn ốc của thiên hà. Các cánh tay xoắn ốc không chỉ là nơi cư trú của rất nhiều đám mây phân tử, mà hấp dẫn của chúng có thể làm nhiễu loạn đám mây Oort, mà cả một mật độ cao hơn những sao khổng lồ xanh sáng sống trong những khoảng thời gian ngắn và rồi bùng nổ mãnh liệt thành các siêu tân tinh.

### Va chạm thiên hà và đổ vỡ hành tinh
Mặc dù đại đa số các thiên hà trong vũ trụ dịch chuyển ra xa khỏi Ngân Hà, Thiên hà Andromeda, thành viên lớn nhất của Nhóm Địa phương, đang hướng tới đây với vận tốc khoảng 120 km/s. Trong 4 tỉ năm tới, Andromeda và Ngân Hà sẽ đụng độ, khiến cả hai biến dạng khi các lực thủy triều xé các nhánh ngoài của chúng thành những đuôi thủy triều khổng lồ. Nếu sự đổ vỡ ban đầu này diễn ra, các nhà thiên văn tính toán rằng có xác suất 12% là Hệ Mặt Trời sẽ bị kéo ra phía ngoài vào đuôi thủy triều của Ngân Hà và 3% nó sẽ bị gắn bởi lực hấp dẫn của Andromeda và trở thành một phần của thiên hà này. Khi một chuỗi các cú đánh trượt qua ở các nhánh tiếp tục diễn ra, khả năng văng ra của Hệ Mặt Trời tăng lên 30%, và các hố đen siêu nặng ở tâm hai thiên hà sẽ hợp nhất. Cuối cùng, trong khoảng 6 tỉ năm tới, Ngân Hà và Andromeda sẽ hợp nhất hoàn toàn thành một nhiên hà xoắn ốc khổng lồ. Trong quá trình hợp nhất, nếu có đủ khí, hấp dẫn gia tăng sẽ buộc khí đi vào tâm của thiên hà xoắn ốc mới. Điều này có thể dẫn tới một thời kỳ hình thành sao mạnh mẽ trong thời gian ngắn, gọi là sự bùng nổ sao. Ngoài ra, các khí đi vào trong sẽ nuôi dưỡng hố đen mới hình thành chuyển hóa nó thành một nhân thiên hà hoạt động. Lực hình thành do những tương tác này có thể sẽ đẩy Hệ Mặt Trời vào vùng hào quang của thiên hà mới, khiến nó tương đối ít bị tổn hại từ bức xạ của những va chạm này.
Có một quan niệm sai lầm phổ biến rằng sự va chạm này sẽ làm đổ vỡ quỹ đạo của các hành tinh trong Hệ Mặt Trời. Trong khi đúng là hấp dẫn của các sao bay ngang qua có thể tách các hành tinh vào không gian liên sao, khoảng cách giữa các sao là quá lớn khiến cho khả năng cuộc va chạm Ngân Hà-Andromeda gây ra một sự đổ vỡ như thế đối với bất cứ hệ thống sao riêng lẻ nào là rất nhỏ, có thể bỏ qua. Trong khi Hệ Mặt Trời xét như một toàn thể có thể chịu ảnh hưởng bởi các sự kiện này, Mặt Trời và các hành tinh nói chung sẽ không bị nhiễu loạn đáng kể
.
Tuy nhiên, theo thời gian, xác suất tích lũy của một cú va chạm với một ngôi sao tăng lên, và sự đổ vỡ của các hành tinh sẽ trở thành không thể tránh khỏi trong một bậc thời gian ngoài sức tưởng tượng. Giả sử rằng các kịch bản cáo chung của vũ trụ Vụ Co Lớn hoặc Vụ Xé Lớn không xảy ra, các tính toán gợi ý rằng hấp dẫn của các sao băng qua sẽ hoàn toàn tước đi các hành tinh còn lại của Mặt Trời đã chết trong vòng 1 triệu tỉ năm (1015 năm). Thời điểm đó đánh dấu sự chấm dứt của Hệ Mặt Trời: trong khi Mặt Trời và các hành tinh vẫn còn hiện hữu, Hệ Mặt Trời, theo nghĩa một hệ thống hành tinh, không còn tồn tại.

## Niên đại
Khung thời gian của sự hình thành Hệ Mặt Trời được xác định bằng phương pháp định tuổi bằng đồng vị phóng xạ. Các nhà khoa học ước tính rằng Hệ Mặt Trời đã 4,6 tỉ năm tuổi. Các hạt khoáng chất cổ nhất trên Trái Đất có khoảng 4,4 tỉ năm tuổi. Các mảnh đá già như vậy rất hiếm, bởi vì bề mặt Trái Đất không ngừng thay đổi hình dạng do xói mòn, phun trào núi lửa, và kiến tạo mảng. Để đánh giá tuổi của Hệ Mặt Trời, các nhà khoa học sử dụng các vẫn thạch được hình thành từ giai đoạn ngưng tụ tinh vân Mặt Trời. Hầu hết tất cả các vẫn thạch đều có tuổi 4,6 tỉ năm, cho thấy Hệ Mặt Trời ít nhất phải già cỡ đó.
Các nghiên cứu về các đĩa xung quanh các ngôi sao khác cũng giúp phần vào việc lập nên một khung thời gian hình thành Hệ Mặt Trời. Các ngôi sao khoảng từ 1 tới 3 triệu năm tuổi có những đĩa chứa nhiều khí, trong khi những đĩa xung quanh các sao hơn 10 triệu năm tuổi chứa rất ít hoặc không có khí, cho thấy rằng các hành tinh khí khổng lồ trong chúng đã ngừng hình thành.
Niên biểu của Hệ Mặt Trời
Chú ý: Tất cả thời gian năm tháng trong niên biểu này là có tính xấp xỉ.
| Giai đoạn           | Thời gian kể từ hình thành Mặt Trời             | Thời gian tính từ hiện tại (xấp xỉ) | Sự kiện |
| ------------------- | ----------------------------------------------- | ----------------------------------- | --- |
| Tiền Hệ Mặt Trời    | Hàng tỉ năm trước khi hình thành Hệ Mặt Trời    | Hơn 4,6 tỉ năm trước                | Các thế hệ sao cũ sinh ra và chết đi, phóng ra những nguyên tố nặng vào môi trường liên sao từ đó Hệ Mặt Trời hình thành. |
| Tiền Hệ Mặt Trời    | ~ 50 triệu năm trước khi hình thành Hệ Mặt Trời | 4,6 tỉ năm trước                    | Nếu Mặt Trời đã hình thành trong một khu vực giống như Tinh vân Lạp Hộ, hầu hết các sao khổng lồ đã chết và bùng nổ thành các siêu tân tinh. Một siêu tân tinh được gọi là siêu tân tinh nguyên thủy đã khởi động sự hình thành Hệ Mặt Trời.            |
| Mặt Trời hình thành | 0–100,000 năm                                   | 4.6 tỉ năm trước                    | Tinh vân tiền Mặt Trời hình thành và bắt đầu suy sụp, tạo nên Mặt Trời. |
| Mặt Trời hình thành | 100,000 – 50 triệu năm                          | 4,6 tỉ năm trước                    | Mặt Trời là một tiền sao T Tauri. |
| Mặt Trời hình thành | 100,000 – 10 triệu năm                          | 4,6 tỉ năm trước                    | Các hành tinh phía ngoài hình thành. Trong khoảng 10 triệu năm, khí trong đĩa tiền hành tinh bị thổi đi, và quá trình hình thành các hành tinh phía ngoài hoàn tất.                                                                                     |
| Mặt Trời hình thành | 10 triệu – 100 triệu năm                        | 4,5–4,6 tỉ năm trước                | Các hành tinh đất đá hình thành. Các vụ va chạm lớn xảy ra. Nước được đưa tới Trái Đất. |
| Dãy chính           | 50 triệu năm                                    | 4,5 tỉ năm trước                    | Mặt Trời trở thành một sao dãy chính. |
| Dãy chính           | 200 triệu năm                                   | 4,4 tỉ năm trước                    | Các loại đá cổ nhất Trái Đất hình thành. |
| Dãy chính           | 500 triệu – 600 triệu năm                       | 4,0–4,1 tỉ năm trước                | Cộng hưởng quỹ đạo Sao Mộc-Sao Thổ đẩy Sao Hải Vương ra ngoài vành đai Kuiper. Các vụ bắn phá mạnh cuối xảy ra trong miền trong Hệ Mặt Trời. |
| Dãy chính           | 800 triệu năm                                   | 3,8 triệu năm trước                 | Sự sống cổ nhất biết đến trên Trái Đất. Đám mây Oort đạt khối lượng cực đại. |
| Dãy chính           | 4,6 tỉ năm                                      | Ngày nay                            | Mặt Trời vẫn tiếp tục là một ngôi sao dãy chính ấm lên và sáng lên với tốc độ ~10% mỗi 1 tỉ năm. |
| Dãy chính           | 6 tỉ năm                                        | 1,4 tỉ năm tới                      | Khu vực có thể sống được của Mặt Trời di chuyển ra phía ngoài quỹ đạo Trái Đất, có thể dịch tới quỹ đạo Sao Hỏa. |
| Dãy chính           | 7 tỉ năm                                        | 2,4 tỉ năm tới                      | Ngân Hà và Thiên hà Andromeda bắt đầu va chạm. Có xác suất nhỏ là Hệ Mặt Trời sẽ bị Andromeda bắt lấy trước khi hai thiên hà hoàn toàn hợp nhất. |
| Sau dãy chính       | 10 tỉ – 12 tỉ năm                               | 5–7 tỉ năm tới                      | Mặt Trời bắt đầu đốt hydro ở lớp vỏ ngoài, lớn lên, phát sáng hơn và nguội đi: nó trở thành sao khổng lồ đỏ. Sao Thủy và có thể cả Sao Kim và Trái Đất bị nó nuốt mất. Vệ tinh Titan của Sao Thổ có thể trở nên khả dĩ để cư trú.                       |
| Sau dãy chính       | ~ 12 tỉ năm                                     | ~ 7 tỉ năm tới                      | Mặt Trời vượt qua các giai đoạn nở ra và co lại ngắn, mất đi khoảng 30% khối lượng trong tất cả các giai đoạn này. Pha gần cuối (nhánh tiệm cận khổng lồ) kết thúc với việc phát ra một tinh vân hành tinh, để lại lớp lõi trở thành một sao lùn trắng. |
| Tàn tích Mặt Trời   | ~ 1 triệu tỉ năm (1015 năm)                     | ~ 1 triệu tỉ năm tới                | Mặt Trời nguội xuống còn 5 K. Hấp dẫn của các ngôi sao băng qua tách các hành tinh khỏi quỹ đạo. Hệ Mặt Trời chấm dứt tồn tại. |